# 王寬 (康熙進士)
王寬（?—?），字敷五。山西安邑縣人。清朝政治人物。

## 生平
康熙九年（1670年）中式庚戌科進士。選翰林院庶吉士，散館授編修。